# Aarlanderveen

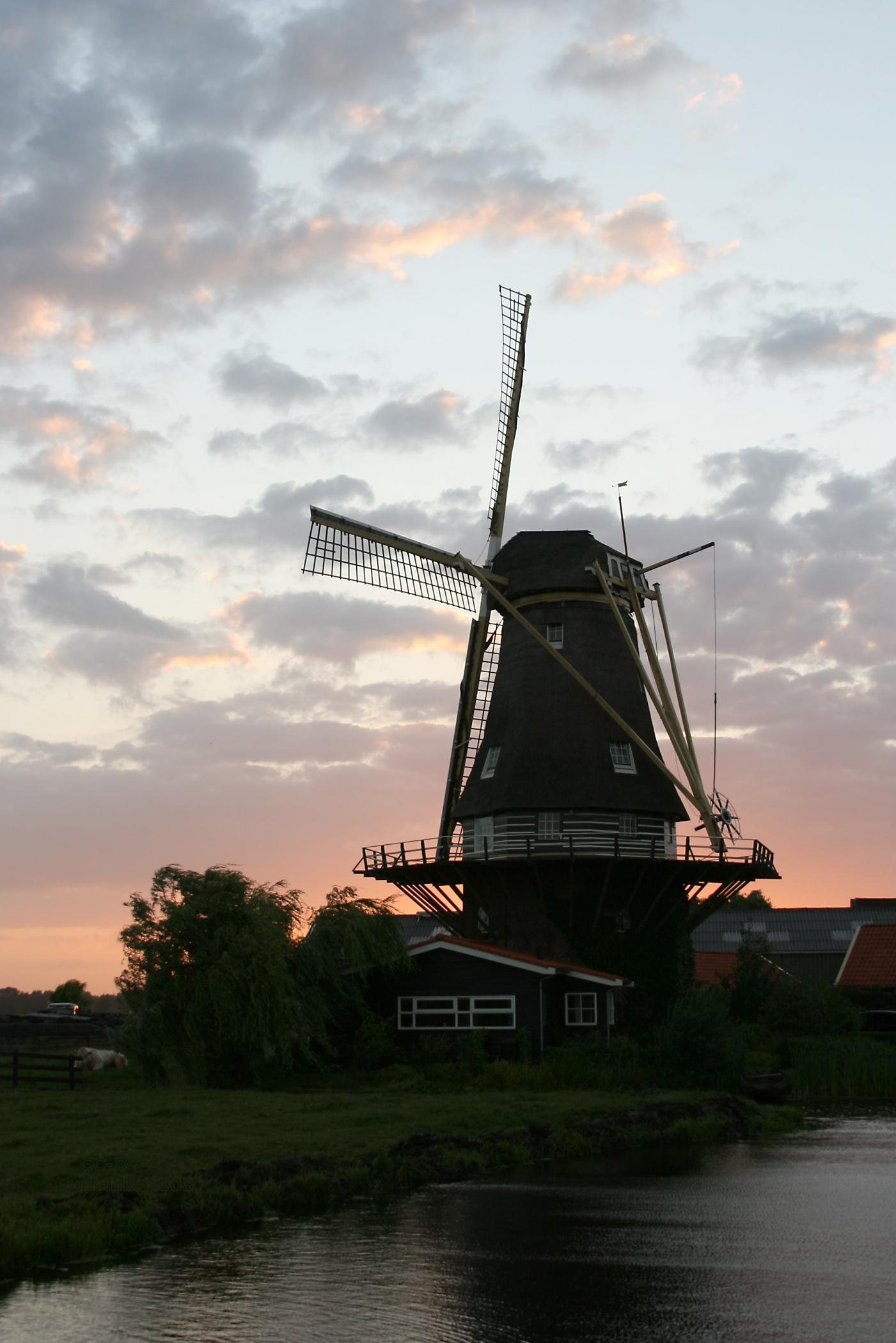
Il mulino De Morgenster ad Aarlanderveen

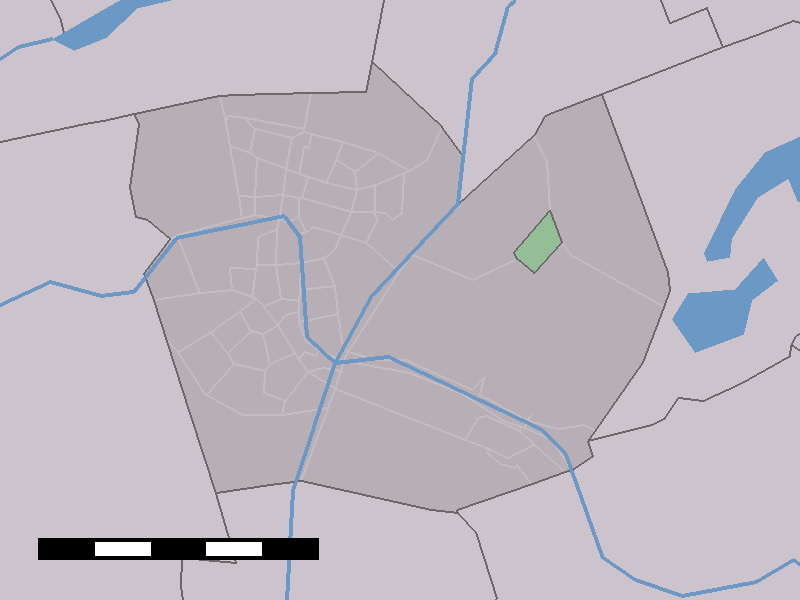
Mappa di Aarlanderveen

Aarlanderveen è un villaggio nel comune neerlandese di Alphen aan den Rijn, nella provincia dell'Olanda Meridionale. Il villaggio contava circa 1.200 abitanti nel 2009.
Aarlanderveen è stato un comune autonomo fino al 1º gennaio 1918. A questa data, il comune si fuse con quelli di Alphen e di Oudshoorn per costituire il nuovo comune di Alphen aan den Rijn.